# Dilomilis
Dilomilis é um género botânico pertencente à família das orquídeas (Orchidaceae) . Anteriormente classificadas à parte foram recentemente subordinadas à subtribo Pleurothallidinae .

## Etimologia
Uma referência aos dois calos presentes no labelo de suas flores.

## Sinônimos
- Octadesmia Benth., J. Linn. Soc., Bot. 18: 311 (1881) [3].

## Distribuição
Existentes somente em quatro ilhas do Caribe : Cuba, República Dominicana, Jamaica e Porto Rico.

## Descrição
São plantas cujos caules não formam pseudobulbos e apresentam diversas folhas embainhadas e inflorescências racemosas ou paniculadas, com flores que não apresentam articulação entre o ovário e pedicelo .

## Filogenia
Dilomilis pertence ao grupo mais afastado dos gêneros da subtribo Pleurothalidinae e junto com Neocogniauxia e Tomzanonia forma um de seus oito grandes grupos .

## Espécies
Atualmente as espécies consideradas aceitas  são:
1. Dilomilis bissei H.Dietr., Orchidee (Hamburg) 35: 201 (1984).
2. Dilomilis elata (Benth.) Summerh., Taxon 10: 253 (1961).
3. Dilomilis montana (Sw.) Summerh., Taxon 10: 253 (1961).
4. Dilomilis oligophylla (Schltr.) Summerh., Taxon 10: 253 (1961).
5. Dilomilis scirpoidea (Schltr.) Summerh., Taxon 10: 253 (1961).